# Национальная ассамблея Суринама
Национальная ассамблея (нидерл. De Nationale Assemblée) — законодательный орган (парламент) Суринама. Здание Ассамблеи расположено на площади Независимости в Парамарибо.

## История
Первый представительный орган Суринама, Колониальный совет (нидерл. Koloniale Raad), был сформирован в 1866 году. Он обладал ограниченными полномочиями в самоуправлении и действовал наряду с генерал-губернаторством.
Современный парламент основан в 1975 году вместо упраздненных Штатов. Состоит из одной палаты, включающей 51 депутата. Их избирают на 5 лет по пропорциональной системе.